# Lindy Waters
Lindy Waters III (ur. 28 lipca 1997 w Norman) – amerykański koszykarz, występujący na pozycji rzucającego obrońcy, aktualnie zawodnik zespołu Oklahoma City Thunder oraz zespołu G-League – Oklahoma City Blue.

## Osiągnięcia
Stan na 23 lutego 2022, na podstawie, o ile nie zaznaczono inaczej.
NCAA
- Uczestnik rozgrywek:
  - Elite 9 turnieju NIT (2018)
  - turnieju NCAA (2017)
- Zaliczony do składu honorable mention Big 12 (2019)
- Najlepszy nowo przybyły zawodnik tygodnia Big 12 (6.02.2017)

Drużynowe
- Mistrz TBL (2021)
- Finalista Pucharu NBA G League Winter Showcase (2022)